# العلاقات الأمريكية اليابانية

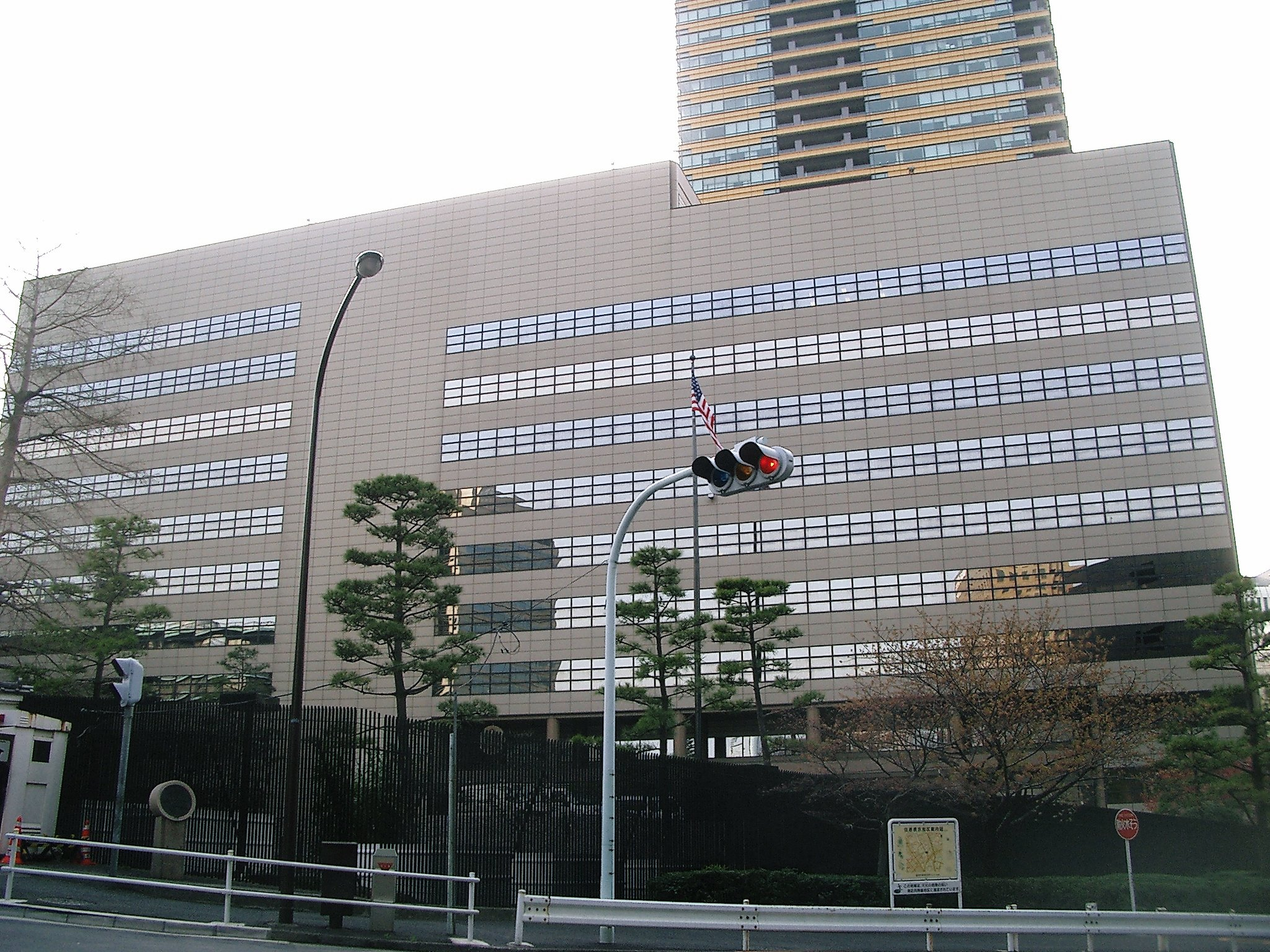
مقر السفارة الأمريكية في طوكيو

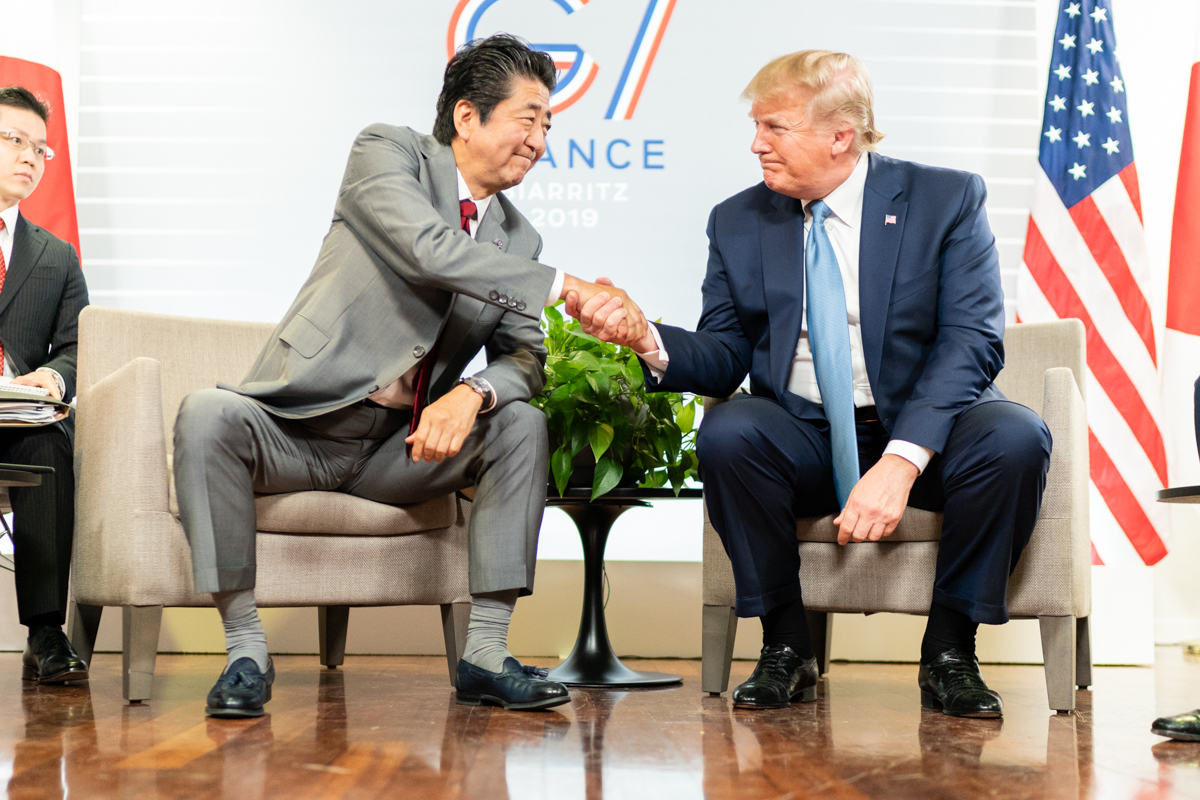
رئيس الوزراء الياباني شينزو آبي مع رئيس الولايات المتحدة دونالد ترامب خلال قمة مجموعة السبعة في مدينة بياريتز الفرنسية في شهر أغسطس عام 2019.

تشير العلاقات الأمريكية اليابانية (بالإنجليزية: Japan–United States relations)‏ (باليابانية: 日米関係) إلى العلاقات الدولية بين الولايات المتحدة واليابان. بدأت العلاقات في أواخر القرن الثامن عشر وأوائل القرن التاسع عشر مع البعثات الدبلوماسية المدعومة بالسلاح لقباطنة السفن الأمريكية جيمس غلين وماثيو كالبرايث بيري إلى شوغونية توكوغاوا.
حافظت الدولتان على علاقات ودية نسبيًا بعد ذلك، وحُلَّت النزاعات المحتملة. اعترفت اليابان بالسيطرة الأمريكية على هاواي والفلبين، واعترفت الولايات المتحدة بالمثل فيما يتعلق بكوريا. حُلَّت الخلافات حول الهجرة اليابانية إلى الولايات المتحدة في عام 1907، وتحالفتا ضد ألمانيا في الحرب العالمية الأولى.
بدأت التوترات بالتصاعد منذ عام 1931. تسببت الإجراءات اليابانية ضد الصين في عام 1931 -خاصة بعد عام 1937 خلال الحرب اليابانية الصينية الثانية- في اتخاذ الولايات المتحدة، إلى جانب حلفائها بريطانيا وهولندا، قرارًا بقطع النفط والصلب الذي تحتاجه اليابان لغزواتها العسكرية. ردت اليابان بهجمات على الحلفاء، وتشمل هذه الهجمات الهجوم المفاجئ على بيرل هاربر في 7 ديسمبر 1941، الذي ألحق أضرارًا بالغة بالقاعدة البحرية الأمريكية في بيرل هاربر، وفتح مسرح حرب المحيط الهادئ إبان الحرب العالمية الثانية.
استثمرت الولايات المتحدة استثمارات ضخمة في القوة البحرية، ودمرت بشكل منهجي قدرات اليابان الهجومية في أثناء التنقل بين الجزر عبر المحيط الهادئ. قصفت الولايات المتحدة المدن اليابانية بشكل منهجي كاستراتيجية لإجبارهم على الاستسلام، وبلغت ذروة هذا بالقصف الذري على هيروشيما وناجازاكي في أغسطس عام 1945. استسلمت اليابان وخضعت لسبع سنوات من الاحتلال العسكري الأمريكي، واحتل الأمريكيون تحت قيادة الجنرال دوغلاس ماكارثر العامل العسكري وأعادوا بناء النظم الاقتصادية والسياسية من أجل تحويل اليابان إلى دولة ديمقراطية.
نمت اليابان، في الخمسينيات والستينيات من القرن الماضي عندما كانت في حالة حياد، بسرعة من خلال إمداد الحربين الأمريكيتين في كوريا وفيتنام. ازدهرت العلاقة التجارية بشكل خاص منذ ذلك الحين، وأصبحت السيارات اليابانية والإلكترونيات الاستهلاكية شائعة بشكل خاص، وأصبحت اليابان ثاني أكبر قوة اقتصادية في العالم بعد الولايات المتحدة. (انخفضت في عام 2010 إلى المركز الثالث بعد الصين).
تملك الولايات المتحدة واليابان علاقات سياسية واقتصادية وعسكرية قوية نشطة جدًا منذ أواخر القرن العشرين وما بعده. تعتبر الولايات المتحدة اليابان واحدة من أقرب حلفائها وشركائها. تُعد اليابان حاليًا واحدة من أكثر الدول المؤيدة لأمريكا في العالم، إذ ينظر 67% من اليابانيين إلى الولايات المتحدة بشكل إيجابي وفقًا لاستطلاع أجراه مركز بيو عام 2018، وأعرب 75% منهم عن ثقتهم بالولايات المتحدة مقابل 7% للصين. ينظر معظم الأمريكيين بصورة عامة إلى اليابان بنظرة إيجابية، وأظهر استطلاع عام 2013 أن نسبة 81% منهم نظروا إلى اليابان بشكل إيجابي، وهو الانطباع الأكثر تفضيلاً لليابان في العالم بعد إندونيسيا.
تمتع رئيس الوزراء الياباني شينزو آبي بعلاقات جيدة مع الرئيسين الأمريكيين باراك أوباما ودونالد ترامب في السنوات الأخيرة، وحصلت العديد من الاجتماعات الودية ومؤتمرات دولية أخرى في الولايات المتحدة واليابان. أصبح الرئيس ترامب أول رئيس أجنبي يلتقي الإمبراطور الجديد ناروهيتو في مايو عام 2019.

## محطات تاريخية

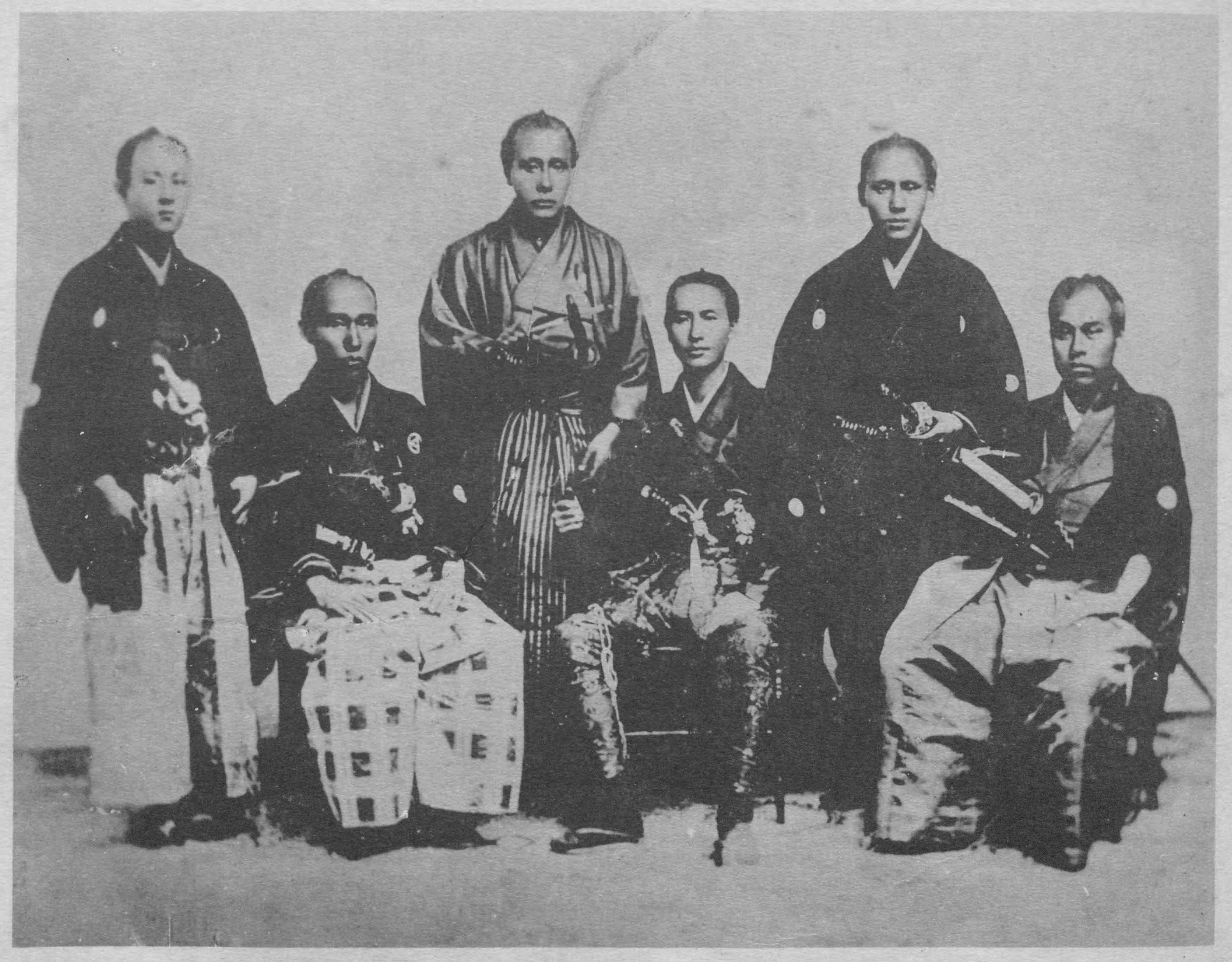
زيارة السفير الأمريكي لرجال البحرية الياباني "كانرين مارو" عام 1860م.

وقعت الأحداث التاريخية بين الولايات المتحدة واليابان، ومنها :
1. هجوم بيرل هاربر: بسبب الهجمات اليابانية على المؤانى العسكرية الأمريكية في هاواي عام 1941م، قطعت العلاقات بين البلدين.
2. حرب المحيط الهادئ: حسم القوات البحرية الأمريكية على الجيش الإمبراطوري الياباني، بسبب استعمال القوة الجوية وانحسار الوجود الياباني في أغلب الجزر بالمحيط الهادئ.
3. الضربة النووية على هيروشيما و ناكاساكي: كانت بداية النهاية للنفوذ الياباني في قارة آسيا، وبداية الإستسلام.
4. اتفاقية سان فرانسيسكو عام 1952: عودة العلاقات الثنائية بين اليابان والولايات المتحدة وبقية دول العالم.
5. التفوق الاقتصادي الياباني: اقتحمت الاسواق اليابانية في الأراضي الأمريكية بداية الخمسينات من القرن العشرين وحتى الآن.

### الاتصالات الأمريكية الأولى باليابان
في أوائل القرن السابع عشر، سن شوغونيت توكوغاوا الحاكم في اليابان سياسة العزلة الوطنية المعروفة باسم ساكوكو (الترجمة الحرفية لها هي «الدولة المقيدة بالسلاسل»). مُنع الأجانب من وضع أقدامهم في اليابان باستثناء الاتصال المحدود مع الهولنديين والصينيين في ناغازاكي، وحظرت المسيحية، وطُرد المبشرون الكاثوليك. ومُنع المواطنون اليابانيون من مغادرة اليابان في معظم الحالات.
بدأت أولى الاتصالات الأمريكية مع اليابان بعد وقت قصير من تأسيس الدولة الأمريكية. في عام 1785، رست سفينة من شرق الهند يملكها ويقودها رجل إيرلندي، جون أودونيل، في بالتيمور ويقال إن بحارة يابانيين كانوا جزءًا من طاقمها. وفي عام 1791، توقفت سفينتان أمريكيتان بقيادة المستكشف الأمريكي جون كيندريك لمدة 11 يومًا في جزيرة كي أوشيما، جنوب شبه جزيرة كي. يُعد كيندريك أول أمريكي يزور اليابان، لكن لا توجد رواية يابانية عن زيارته.
في أوائل القرن التاسع عشر، سعت سفن صيد الحيتان الأمريكية العاملة في مناطق صيد الحيتان شمال المحيط الهادئ بشكل روتيني إلى النزول في اليابان لجمع الحطب والمياه العذبة، ولكنها أبعِدت بشكل روتيني أو حتى طُردت بنيران المدافع. وفي الوقت نفسه، نظرت الحكومة الأمريكية بشكل متزايد إلى اليابان كمحطة فحم محتملة للبحرية الأمريكية ونقطة توقف للتجار الأمريكيين المنخرطين في تجارة الصين المربحة. في عام 1846، أرسلت واشنطن القائد جيمس بيدل إلى اليابان بأوامر لفتح التجارة، ورسا بنفسه في خليج طوكيو بسفينتين، إحداهما كانت مسلحة باثنين وسبعين مدفعًا. ومع ذلك، رفض الممثلون اليابانيون التفاوض، وعاد إلى الوطن خالي الوفاض. بعد ذلك بعامين، في عام 1848، أبحر الكابتن جيمس غلين إلى ناغازاكي، ما أدى إلى أول مفاوضات ناجحة من قبل أمريكي مع اليابان الساكوكو (الدولة المعزولة). أوصى غلين الكونجرس بأن أي مفاوضات تُفتح اليابان يجب أن تكون مدعومة باستعراض للقوة؛ مهد هذا الطريق لبعثة لاحقة لماثيو بيري.

## فترة ما قبل الحرب العالمية الثانية
في عام 1852، انطلق العميد البحري الأمريكي ماثيو سي بيري من نورفولك، فيرجينيا، إلى اليابان، في قيادة سرب مكلف بالتفاوض بشأن معاهدة تجارية مع اليابان. على متن فرقاطة بخارية سوداء الهيكل، أرسى السفن ميسيسيبي، وبليموث، وساراتوجا، وسيسكويهانا في ميناء أوراغا بالقرب من إيدو (طوكيو حاليًا) في 8 يوليو 1853، وقابله ممثلو شوغونية توكوغاوا. أخبروه أن يتوجه إلى ناغازاكي، حيث تسمح قوانين الساكو للهولنديين بتجارة محدودة. رفض بيري المغادرة، وطالب بالسماح له بتقديم رسالة من الرئيس ميلارد فيلمور، وهدد باستخدام بالقوة إذا رُفض طلبه. كانت اليابان قد تجنبت التكنولوجيا الحديثة لعدة قرون، ولن يتمكن الجيش الياباني من مقاومة سفن بيري؛ أصبحت هذه السفن السوداء فيما بعد رمزا لتهديد التكنولوجيا الغربية في اليابان. سهّل الهولنديون من وراء الكواليس عملية المعاهدة الأمريكية مع شوغونية توكوغاوا. عاد بيري في مارس 1854 مع ضعف عدد السفن، ووجد أن المندوبين قد أعدوا معاهدة تجسد فعليًا جميع المطالب الواردة في رسالة فيلمور؛ وقع بيري على معاهدة السلام والصداقة الأمريكية اليابانية في 31 مارس 1854، وعاد إلى الوطن بطلًا.
كان لدى بيري رؤية تبشيرية لجلب وجود أمريكي إلى اليابان. كان هدفه هو فتح التجارة وبشكل أعمق لتقديم الأخلاق والقيم الغربية. أعطت المعاهدة الأولوية للمصالح الأمريكية على مصالح اليابان. استُخدم انفتاح بيري القوي لليابان قبل عام 1945 لإثارة استياء اليابانيين ضد الولايات المتحدة والغرب. كانت النتيجة غير المقصودة تسهيل العسكرية اليابانية.
خدم تاونسند هاريس (1804-1878) في 1856-1861 كأول دبلوماسي أمريكي بعد مغادرة بيري. نال ثقة القادة اليابانيين الذين طلبوا نصيحته بشأن كيفية التعامل مع الأوروبيين. في عام 1858، أبرم هاريس بنجاح معاهدة تجارية كاملة مع اليابان، تُسمى في الولايات المتحدة بمعاهدة هاريس لعام 1858. من خلال المعاهدة الجديدة، حصل هاريس على امتياز الأمريكيين للإقامة في اليابان في خمسة موانئ والسفر في مناطق محددة. حظرت المعاهدة تجارة الأفيون، ووضعت تعريفات منخفضة للغاية لصالح التجار الأمريكيين، وضمنت خارج الحدود الإقليمية للمواطنين الأمريكيين في اليابان. بعد إبرام معاهدة هاريس، سارعت القوى الغربية الأخرى، بما في ذلك بريطانيا العظمى وفرنسا وهولندا وروسيا، لتأمين معاهدات غير متكافئة خاصة بها من اليابان. اتبعت هذه المعاهدات عن كثب النموذج الأمريكي ومنحت حقوقًا مماثلة لموانئ المعاهدات وخارج الحدود الإقليمية. تسبب الانحراف الشديد في المعاهدات الجديدة في اضطرابات داخلية كبيرة داخل اليابان، وساهم في انهيار شوغونية توكوغاوا البالغ عمرها 250 عامًا بعد عشر سنوات فقط.

### البعثة اليابانية إلى الولايات المتحدة
بعد ذلك بعامين، أرسلت الشوغونية كانرين مارو في مهمة إلى الولايات المتحدة، بهدف إظهار إتقان اليابان لتقنيات الملاحة الغربية والهندسة البحرية. في 19 يناير 1860، غادر كانرين مارو قناة أوراغا إلى سان فرانسيسكو. ضم الوفد كاتسو كايشو قبطانًا للسفينة، ناكاهاما مانجيرو وفوكوزاوا يوكيتشي. من سان فرانسيسكو، واصلت البعثة طريقها إلى واشنطن عبر بنما على متن السفن الأمريكية.
كان الهدف الرسمي لليابان من هذه المهمة هو إرسال أول بعثة لها إلى الولايات المتحدة والتصديق على المعاهدة الجديدة للصداقة والتجارة والملاحة بين الحكومتين. حاول مندوبو كانرين مارو أيضًا مراجعة بعض البنود غير المتكافئة في معاهدات بيري. إلا أنهم لم ينجحوا.
عاد تاونسند هاريس إلى الولايات المتحدة عام 1861 بعد خمس سنوات من توليه منصب الدبلوماسي الأمريكي الرئيسي في اليابان. وخلف هاريس روبرت هـ. بروين، سياسي من نيويورك كان صديقًا مقربًا وحليفًا لوزير الخارجية ويليام هنري سيوارد. خدم بروين من عام 1862 إلى عام 1865 وأشرف على مفاوضات ناجحة بعد قصف شيمونوسيكي.

### من 1856 إلى 1900
اعتمدت الولايات المتحدة على كل من المهندسين والميكانيكيين المستوردين، وقاعدتها المتنامية من المبتكرين، بينما اعتمدت اليابان بشكل أساسي على تعلم التكنولوجيا الأوروبية.

#### هاواي
كان الضم الأمريكي لهاواي في عام 1898 مدفوعًا جزئيًا بالخوف من أن تهيمن اليابان بخلاف ذلك على جمهورية هاواي. لكن ألمانيا كانت البديل عن الاستيلاء الأمريكي على الفلبين عام 1900، ودعمت طوكيو واشنطن في هذا الأمر. كانت هذه الأحداث جزءًا من الهدف الأمريكي للانتقال إلى قوة عالمية بحرية، لكنها كانت بحاجة إلى إيجاد طريقة لتجنب مواجهة عسكرية في المحيط الهادئ مع اليابان. كانت إحدى أولويات ثيودور روزفلت أثناء رئاسته وحتى بعد ذلك، الحفاظ على العلاقات الودية مع اليابان. كان بارون شيبوساوا إيتشي والأمير توكوغاوا إيساتو من أكثر رجال الدولة اليابانيين نفوذًا الذين تحالف معهم روزفلت لتعزيز النوايا الحسنة.
في أواخر القرن التاسع عشر، أدى افتتاح مزارع قصب السكر في مملكة هاواي إلى هجرة أعداد كبيرة من العائلات اليابانية. أرسل المجندون حوالي 124 ألف عامل ياباني إلى أكثر من خمسين مزرعة قصب. أرسلت الصين والفلبين والبرتغال ودول أخرى 300 ألف عامل إضافي. عندما أصبحت هاواي جزءًا من الولايات المتحدة عام 1898، كان اليابانيون هم أكبر عنصر من السكان. على الرغم من انتهاء الهجرة من اليابان إلى حد كبير بحلول عام 1907، إلا أنها ظلوا أكبر عنصر منذ ذلك الحين.

## العلاقات الاقتصادية

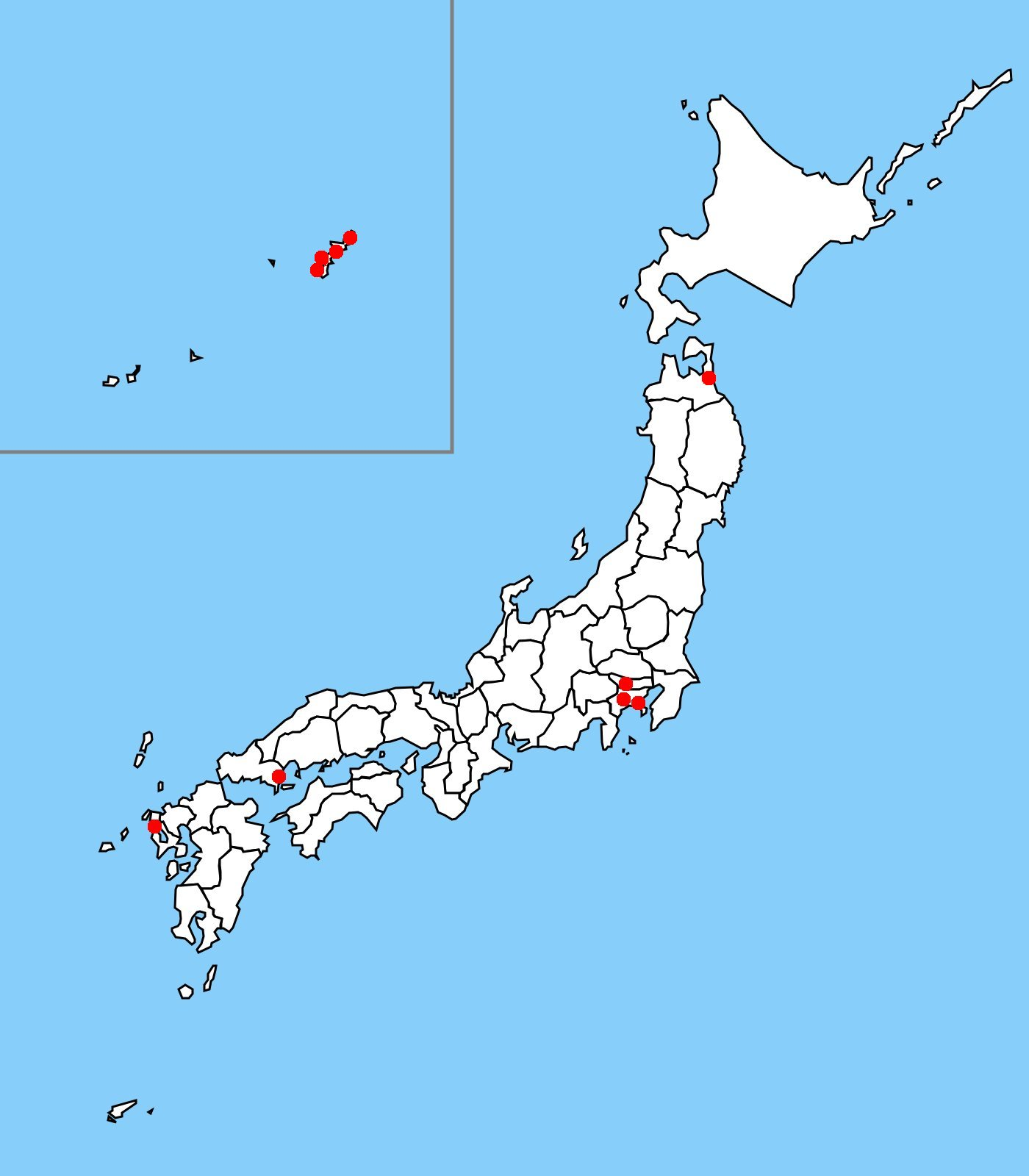
القواعد الأمريكية العسكرية في اليابان

### حجم التجارة
كانت الولايات المتحدة أكبر شريك اقتصادي لليابان، فاستحوذت على 31.5% من صادراتها، وورّدت 22.3% من وارداتها، وشكلت 45.9% من استثماراتها المباشرة في الخارج في عام 1990. استحوذت الولايات المتحدة منذ عام 2013 على 18% من الصادرات اليابانية، وورّدت 8.5% من وارداتها (استحوذت الصين على الركود وتوفر الآن 22%).
شملت واردات اليابان من الولايات المتحدة كلاً من المواد الخام والسلع المصنعة. كانت المنتجات الزراعية للولايات المتحدة من الواردات الرائدة في عام 1990 (8.5 مليار دولار أمريكي وفقًا لإحصاءات الصادرات الأمريكية)، وشملت اللحوم (1.5 مليار دولار أمريكي) والأسماك (1.8 مليون دولار أمريكي) والحبوب (2.4 مليار دولار أمريكي) وفول الصويا ( 8.8 مليار دولار أمريكي). كانت واردات السلع المصنعة بشكل رئيس من فئة الأجهزة ومعدات النقل بدلاً من السلع الاستهلاكية. استوردت اليابان 11.1 مليار دولار أمريكي من الأجهزة من الولايات المتحدة في عام 1990، مثل أجهزة وقطع الكمبيوتر (3.9 مليار دولار أمريكي) التي شكلت أكبر مكون فردي. استوردت اليابان 3.3 مليار دولار أمريكي من الطائرات وقطع الغيار (إذ شكلت السيارات وقطع الغيار 1.8 مليار دولار أمريكي فقط).
اقتصرت صادرات اليابان إلى الولايات المتحدة تقريبًا على السلع المصنعة بالكامل. كانت السيارات إلى حد بعيد أكبر فئة فردية بلغت قيمتها 21.5 مليار دولار أمريكي في عام 1990، أو 24% من إجمالي الصادرات اليابانية إلى الولايات المتحدة، وبلغت قيمة قطع غيار السيارات 10.7 مليار دولار أمريكي. تمثّلت المواد التي ة الأخرى بالمعدات المكتبية (بما في ذلك أجهزة الكمبيوتر)، التي بلغت قيمتها 8.6 مليار دولار أمريكي في عام 1990، ومعدات الاتصالات (4.1 مليار دولار أمريكي) ومعدات توليد الطاقة (451 مليون دولار أمريكي).
كان الميزان التجاري لصالح اليابان منذ منتصف ستينيات القرن العشرين. نما فائض اليابان مع الولايات المتحدة من 380 مليون دولار أمريكي في عام 1970 إلى حوالي 48 مليار دولار أمريكي في عام 1988 وفقًا للبيانات اليابانية، وانخفض إلى 38 مليار دولار أمريكي تقريبًا في عام 1990. تُظهر بيانات الولايات المتحدة حول العلاقة التجارية (التي تختلف قليلاً لأن كل دولة تضع تكاليف النقل على حساب الجهة المستوردة لا على حساب الجهة المصدرة) أيضًا تدهورًا سريعًا في عدم التوازن في الثمانينيات من القرن العشرين، من فائض ياباني بقيمة 10 مليارات دولار أمريكي في عام 1980 إلى فائض بقيمة 60 مليار دولار أمريكي في عام 1987، مع تحسن إلى فائض بقيمة 37.7 مليار دولار أمريكي في عام 1990.

### الاحتكاك التجاري
رافقت الاندفاعات الملحوظة لخطاب الكونغرس ووسائل الإعلام في الولايات المتحدة (الذي ينتقد اليابان) كشْفَ عام 1987 الذي يكشف بيع شركة توشيبا لأجهزة متطورة من أصل أمريكي إلى الاتحاد السوفياتي بشكل غير قانوني، وأفادت التقارير بأنها سمحت لموسكو بتطوير غواصاتها لتصبح هادئة بما يكفي لتجنب رصد الولايات المتحدة لها، ونقاش الكونغرس الأمريكي في عام 1989 حول الاتفاق الأمريكي الياباني لتطوير طائرة مقاتلة جديدة، مقاتلة ميتسوبيشي إف 2، لقوات الدفاع الذاتي الجوية اليابانية.

### الاستثمار المباشر
توسع الاستثمار المباشر لليابان في الولايات المتحدة، وفي أماكن أخرى، بسرعة، وهو بُعد جديد مهم في علاقات الدولتين. بلغت القيمة الإجمالية للاستثمارات المتراكمة من هذا النوع 8.7 مليار دولار أمريكي في عام 1980، ونمت القيمة إلى 83.1 مليار دولار أمريكي بحلول عام 1990. حددت بيانات الولايات المتحدة اليابان ثاني أكبر مستثمر في الولايات المتحدة، وامتلكت نحو نصف قيمة استثمارات بريطانيا، وأكثر من استثمارات هولندا أو كندا أو ألمانيا الغربية. اجتمع جزء كبير من استثمار اليابان في الولايات المتحدة في أواخر الثمانينيات من القرن الماضي في القطاع التجاري، ما وفر الأساس لتوزيع الصادرات اليابانية وبيعها إلى الولايات المتحدة. شكّل التوزيع بالجملة والتجزئة 32.2% من جميع الاستثمارات اليابانية في الولايات المتحدة عام 1990، وبلغت نسبة التصنيع 20.6%. أصبحت العقارات استثمارًا شائعًا خلال الثمانينيات من القرن الماضي، فارتفعت الاستثمارات المتراكمة إلى 15.2 مليار دولار أمريكي بحلول عام 1988، أو 18.4% من إجمالي الاستثمار المباشر في الولايات المتحدة.

### الطاقة
تجد الولايات المتحدة واليابان نفسهيما في مواقف مختلفة جوهريًا فيما يتعلق بالطاقة وأمن الطاقة. انتقل التعاون في مجال الطاقة من الصراع (كان حظر النفط الياباني هو المحرك الذي بدأ هجوم بيرل هاربور) إلى التعاون مع اتفاقيتين هامتين وُقِّع عليهما خلال الثمانينيات من القرن العشرين: اتفاقية ريغان ناكاسونه للتعاون في مجال الطاقة واتفاقية التعاون النووي بين الولايات المتحدة واليابان لعام 1987 (السماح لليابانيين بإعادة معالجة الوقود النووي).
حدث مزيد من التعاون خلال زلزال وتسونامي توهوكو عام 2011 مع القوات الأمريكية التي ساعدت ضحايا الكارثة، وقدم علماء أمريكيون من اللجنة التنظيمية النووية ووزارة الطاقة الأمريكية المشورة بشأن الاستجابة للحادث النووي في فوكوشيما. سمحت وزارة الطاقة بتصدير الغاز الطبيعي الأمريكي إلى اليابان في عام 2013.

## وصلات خارجية
- Stokes, Bruce. "How America and Japan see the world." سي إن إن. February 18, 2013.
- History of Japan - U.S. relations
- The Ministry of Foreign Affairs of Japan: Japan – U.S. Relations
- Japanese-US Economic Relations from the Dean Peter Krogh Foreign Affairs Digital Archives

 تتضمن هذه المقالة مواد في الملكية العامة خاصة في Library of Congress Country Studies موقع http://lcweb2.loc.gov/frd/cs/. – Japan
- Embassy of Japan in the United States of America
- Embassy of the United States of America Tokyo, Japan
- Moe Yonamine, "ANPO: Art X War: A Film Tackles the U.S. Occupation of Japan", Film review and teaching activity for high school students, Zinn Education Project/Rethinking Schools.